# Cap de Crist (Rembrandt, Nova York)
El Cap de Crist és una pintura a l'oli de l'any 1650 atribuïda al taller de Rembrandt. Mostra a Crist amb barba i els cabell llarg i fosc. Es troba en la col·lecció del Museu Metropolità d'Art de Nova York.

## Descripció
Rembrandt va crear diversos caps similars en diverses poses, possiblement com a objectes de devoció. Avui es coneixen prop d'una dotzena. Aquesta de la col·lecció del museu Metropolità, procedeix del llegat realitzat per Isaac D. Fletcher.

Aquesta pintura va ser documentada per Hofstede de Groot el 1914, que va escriure: 
| « | 160. Cap de Crist. Bode 295; Dut 78; Wb 301; B.- HdG 414. Llargs rínxols foscos, una barba completa i ulls foscos, que gira a la dreta. Un abric de color vermell bru, ... mostrant en la part superior la vora doble de la camisa. Una llum forta cau des de l'esquerra en la part superior del costat dret de la cara. Fons fosc. De mida natural, pintat cap a 1659. Llenç, 18 1/2 polzades per 14 polzades 1/2, esmentat per Bode, pp. 522, 597; per Dutuit, p. 51; per Michel, p. 563. Exposat a Àmsterdam, 1898, No. 109;... a París, 1911, No. 125. Sale J. Wandelaar, Àmsterdam 4 de setembre de 1759, No. 13. En possessió del distribuïdor de París C. Sedelmeyer, Catalogue of 300 Paintings No. 149. A la col·lecció de Maurice Kann, París. En possessió del distribuïdor de París F. Kleinberger. A la col·lecció d'Isaac D. Fletcher, Nova York. | » |

La pintura va ser inclosa en la majoria dels catàlegs de Rembrandt del segle xx, ha estat recentment quan s'ha rebutjat com a autògrafa en l'últim catàleg realitzat pel Projecte de Recerca Rembrandt. Hi és, encara connectada amb el taller de Rembrandt i s'agrupa junt amb totes les altres versions. Es va incloure en l'exposició de l'any 2011 «Rembrandt and the Face of Jesus», celebrada en els museus de Detroit (Detroit Institute of Arts), Filadèlfia (PMA) i París (Museu del Louvre) del 21 d'abril de 2011- al 12 de febrer de 2012, amb el núm. 46.

## Galeria

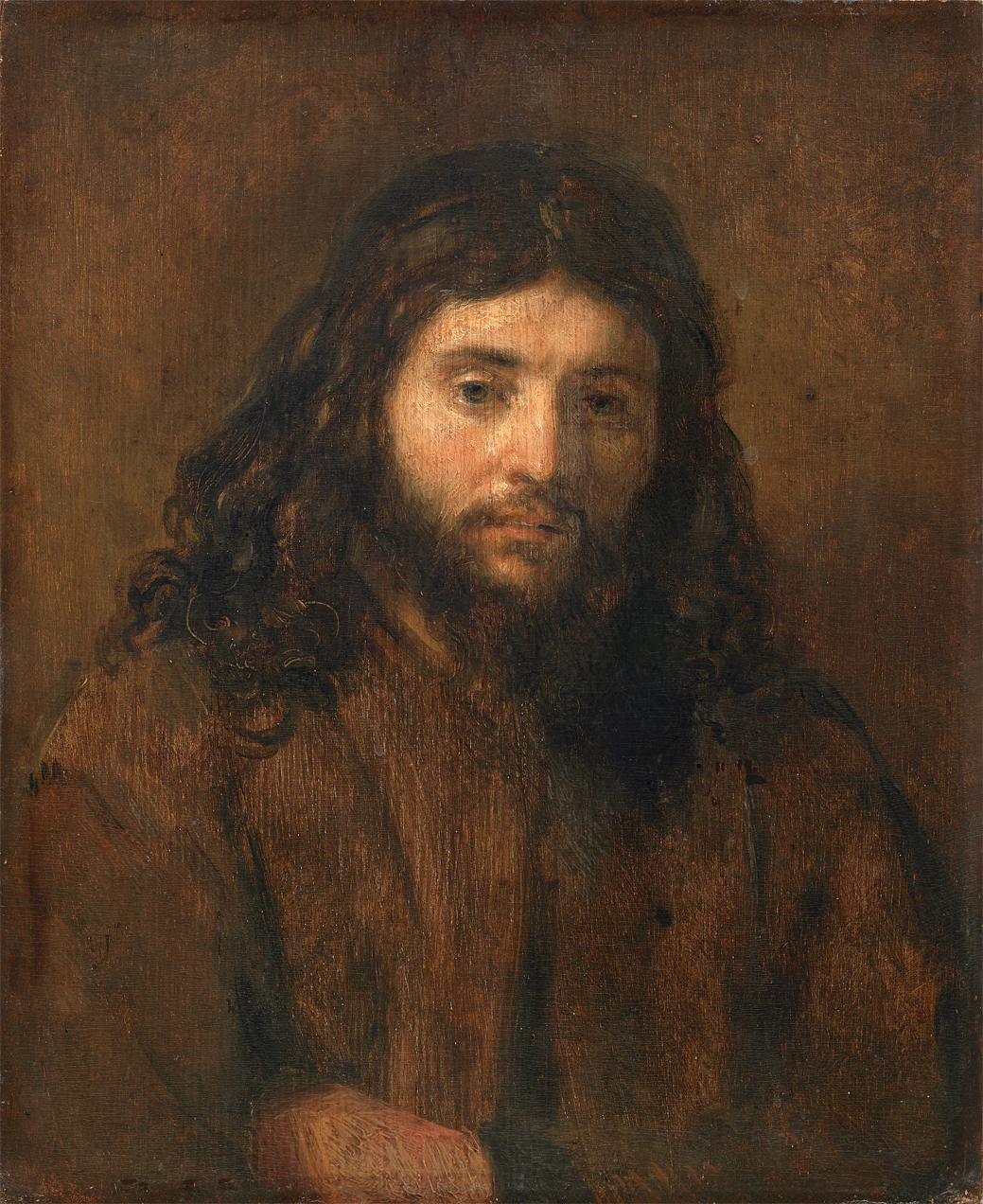
Cap de Crist. Taller.
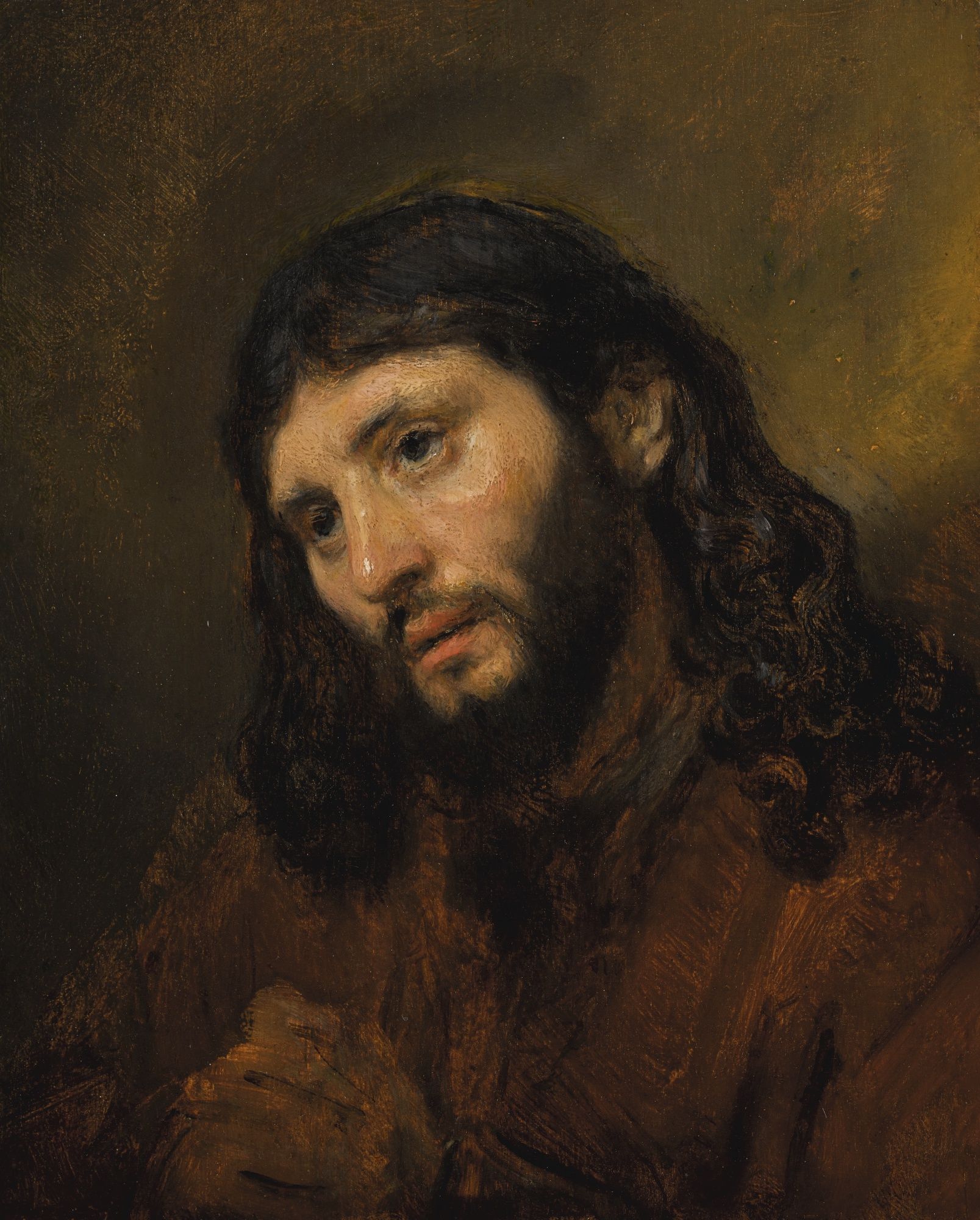
Cap de Crist. Col·lecció privada
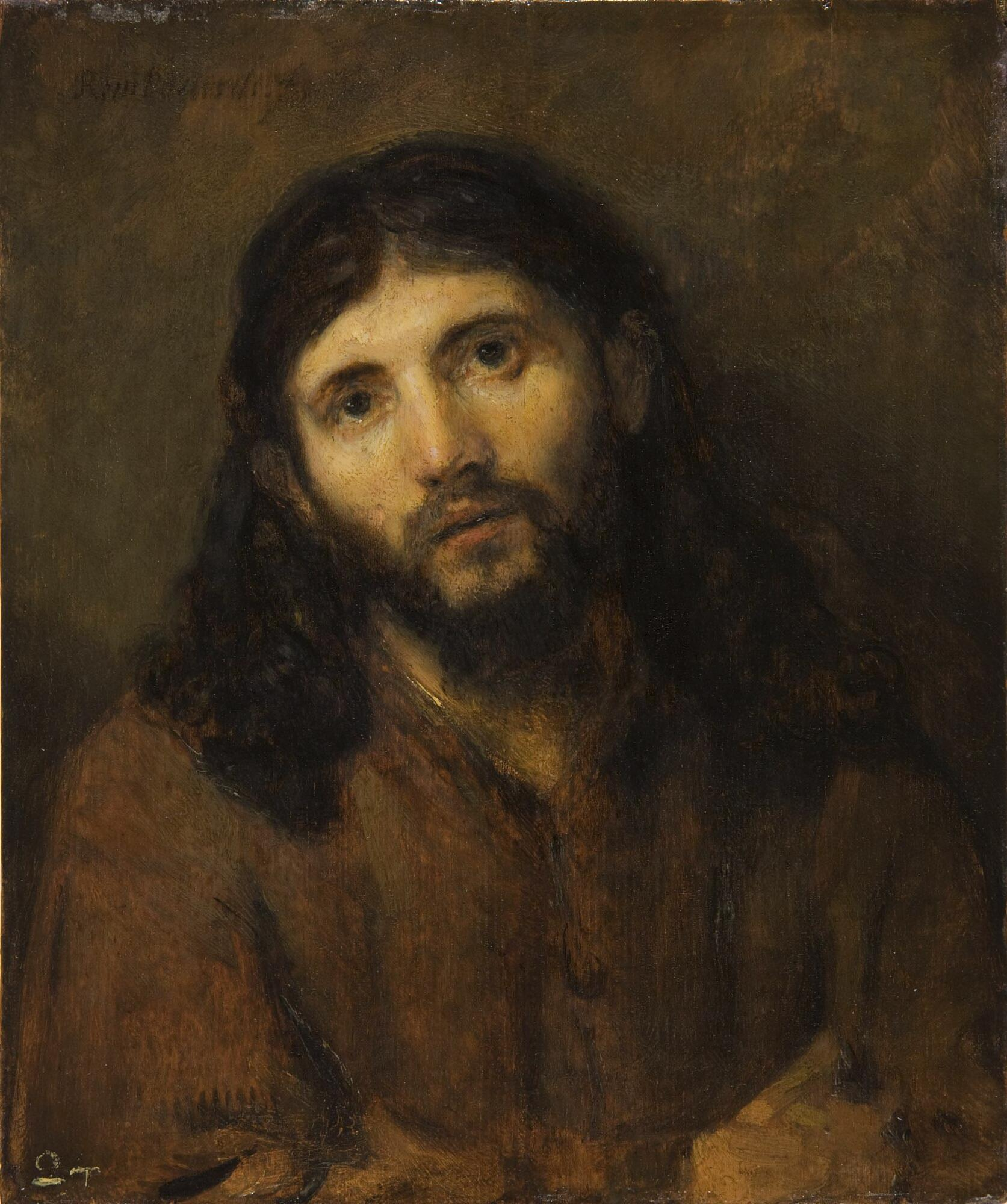
Cap de Crist, Detroit Institute of Arts
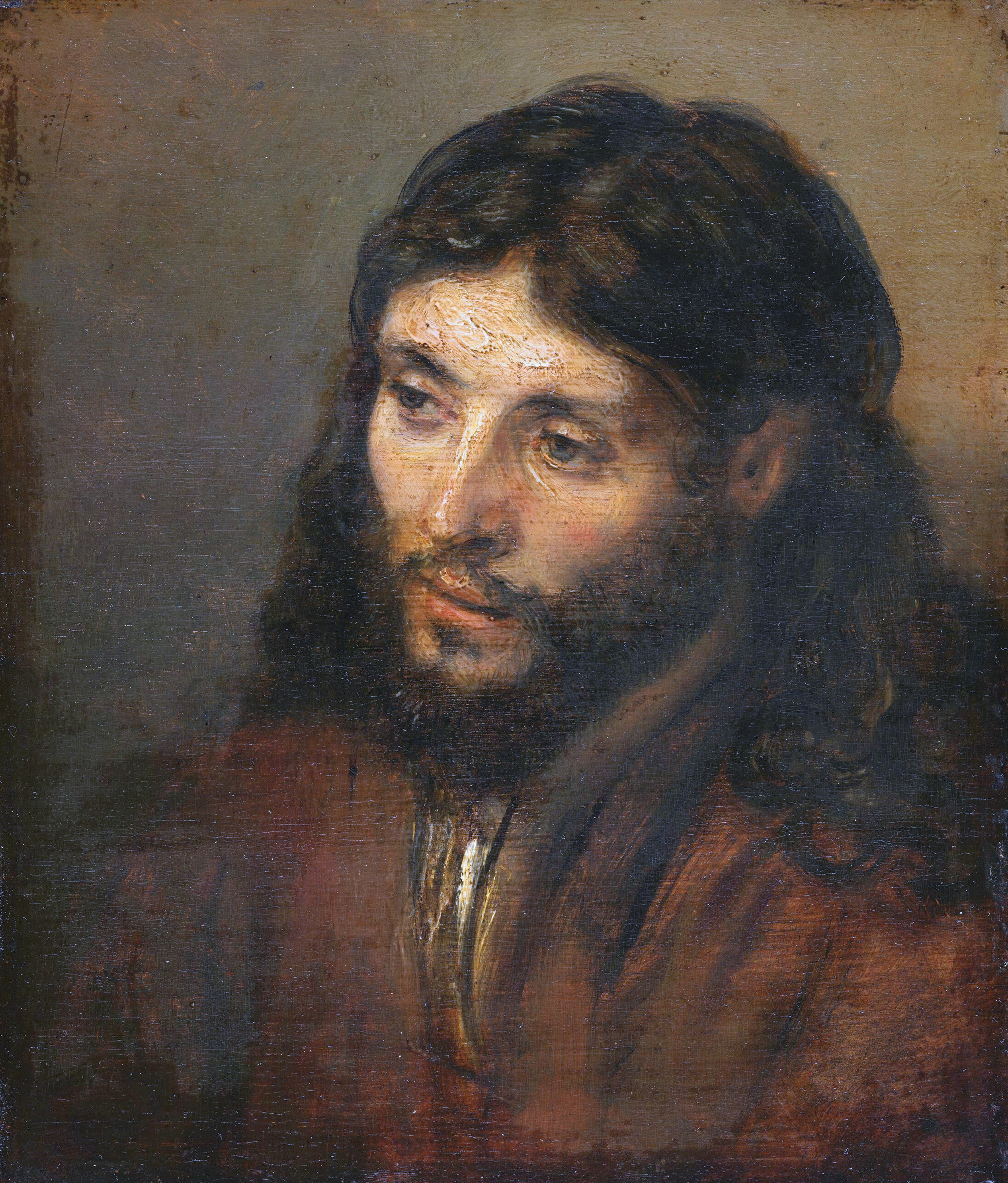
Cap de Crist (Rembrandt, Berlín)
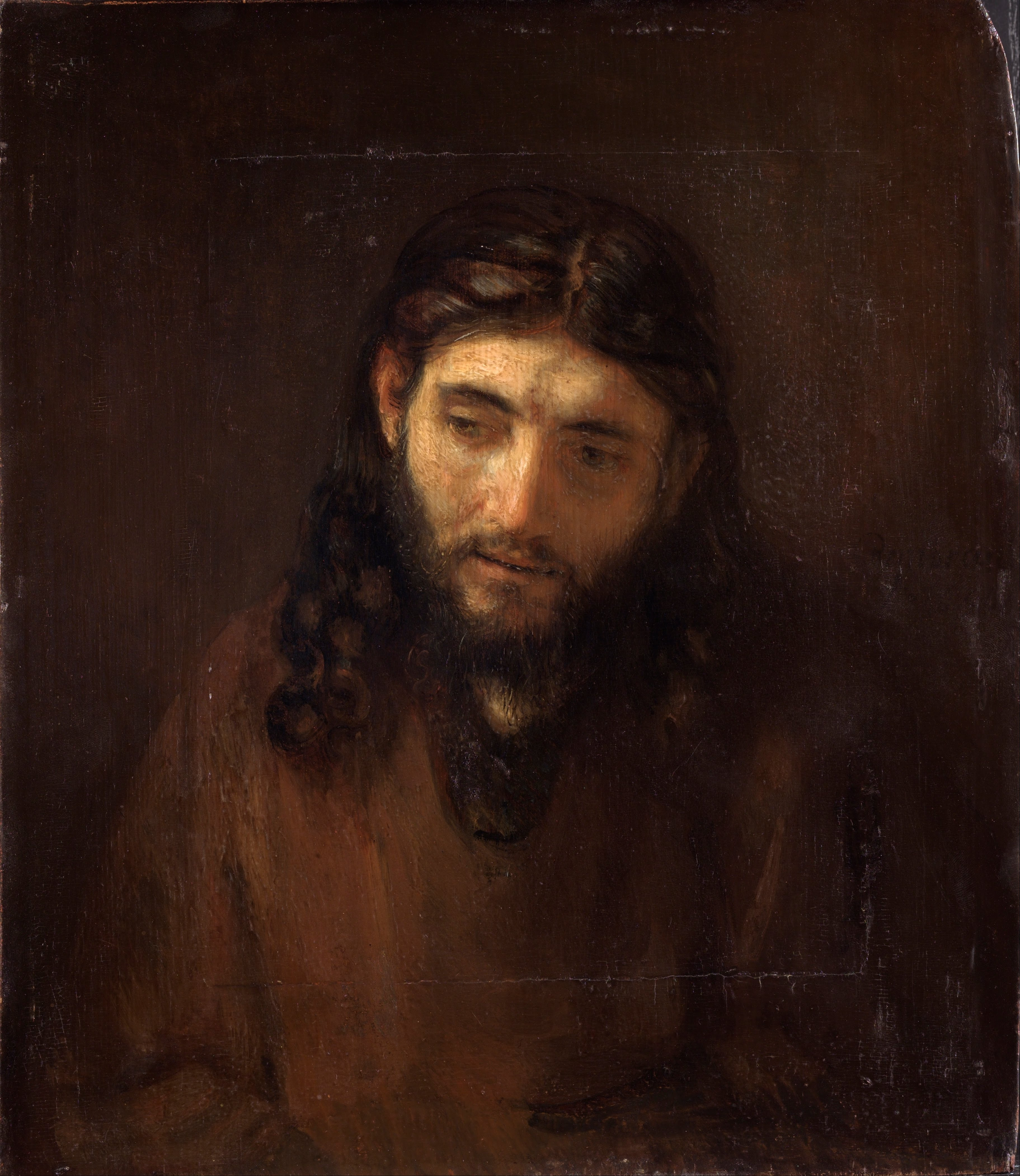
Cap de Crist(Rembrandt, Philadelphia)
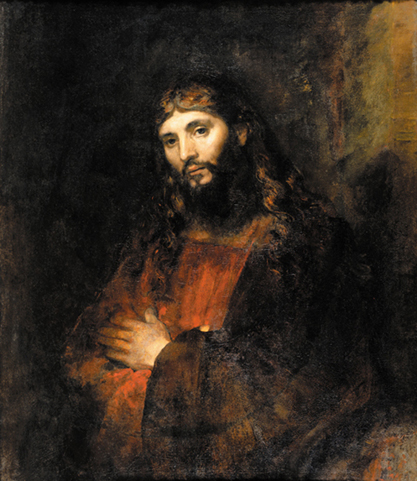
Cap de Crist. Colección Hyde
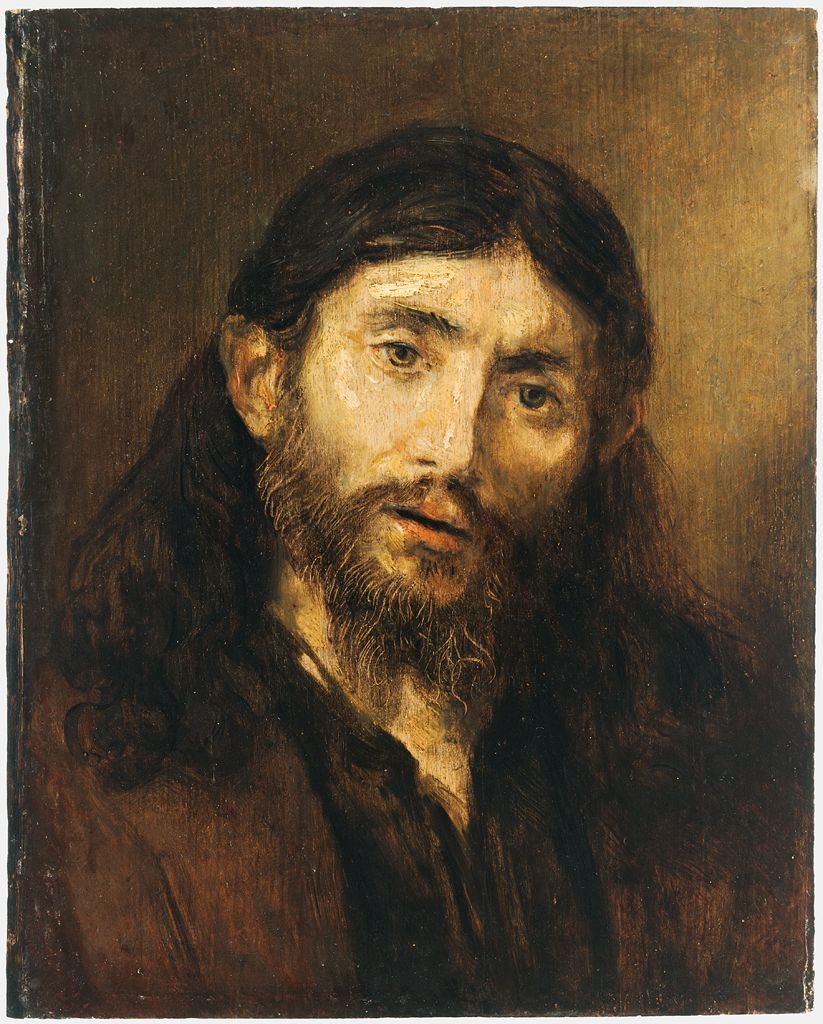
Fogg Art Museum
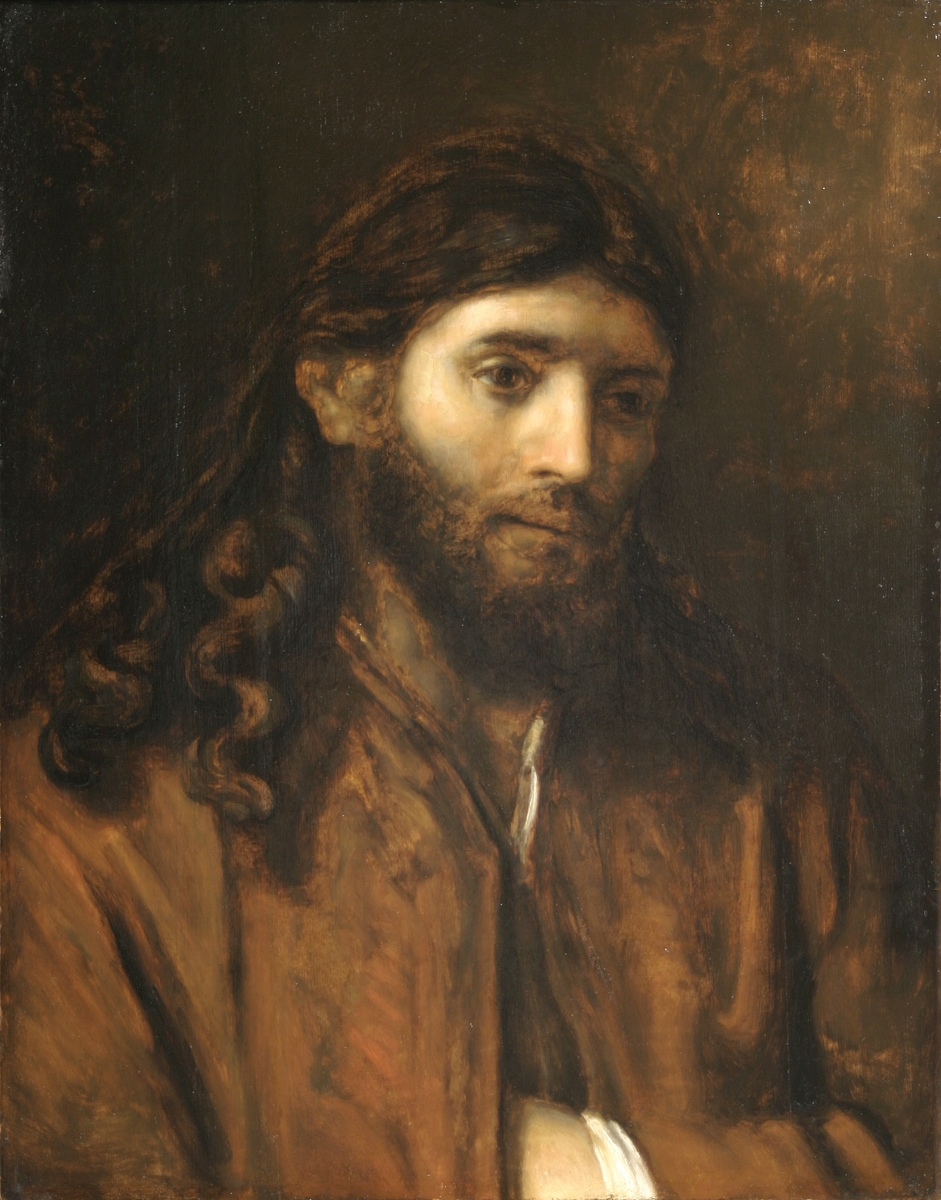
Cap de Crist. Brigham Young University